# Estuaire de la Vilaine
L'estuaire de la Vilaine est le dernier parcours de ce fleuve qui court de la Mayenne jusqu'à l'océan Atlantique où elle se jette dans le Mor braz, entre la commune de Billiers sur la rive droite côté nord (face au phare de Penlan qui marque pour la navigation l'entrée de l'estuaire depuis le Mor braz) et la commune de Pénestin sur la rive gauche côté sud (au lieu-dit Le Halguen), dans le département du Morbihan. L'estuaire est aujourd'hui fermé par le barrage d'Arzal (qui met en eau le port d'Arzal sur la rive droite, et ceux de Camoël et Férel sur la rive gauche), puis il s'élargit nettement entre la commune de Muzillac (au lieu-dit du Moustoir) sur la rive droite, et le bourg de Tréhiguier au nord-est de Pénestin sur la rive gauche.
L'estuaire est le lieu dans lequel les eaux marines rencontrent celles d'eau douce descendant le lit fluvial. L'estuaire de la Vilaine forme une zone humide importante sur la façade océanique et constitue un maillon important dans l'écosystème estuarien.

## Une embouchure longtemps restée dangereuse pour la navigation

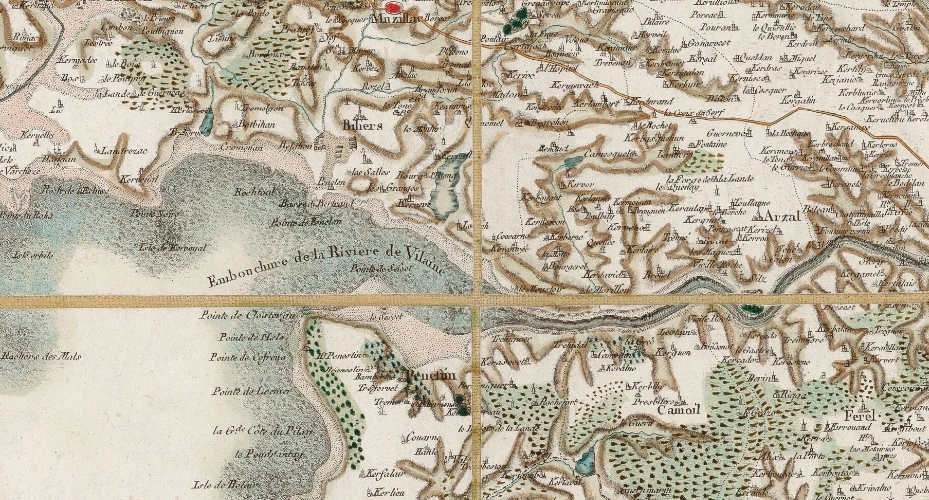
Carte de Cassini de l'estuaire de la Vilaine (1787).

Charles Colbert de Croissy décrit en 1665 la dangerosité de l'entrée en Vilaine au niveau de son embouchure : « Il reste de basse mer à son entrée environ une brasse et demye d'eaüe. Il se faut donner garde des Maz [Les Mâts] que l'on laisse à bas bord (bâbord) en entrant du côté de Penestre (Pénestin) qui sont banc de roches environ une lieüe hors l'entrée de la rivière et descouvre [découvre] de basse mer. Il faut encore prendre garde de trois roches qui couvrent à un quart de flot et que l'on laisse à strebond (tribord) en entrant lesquelles sont fort dangereuse. Il y a ensuite une autre roche appelée le Quaquet [peut-être Le Halguen] et qui découvre de basse mer, que l'on laisse à tribord en entrant. Une lieue ou  une lieue et demye dans la rivière sont deux roches fort dangereuses nommées Les Truies où se perdent force vaisseaux à cause que les courans [courants] portent dessus (...) Il n'y a aucune rade dehors qui vailles.

## Aménagements

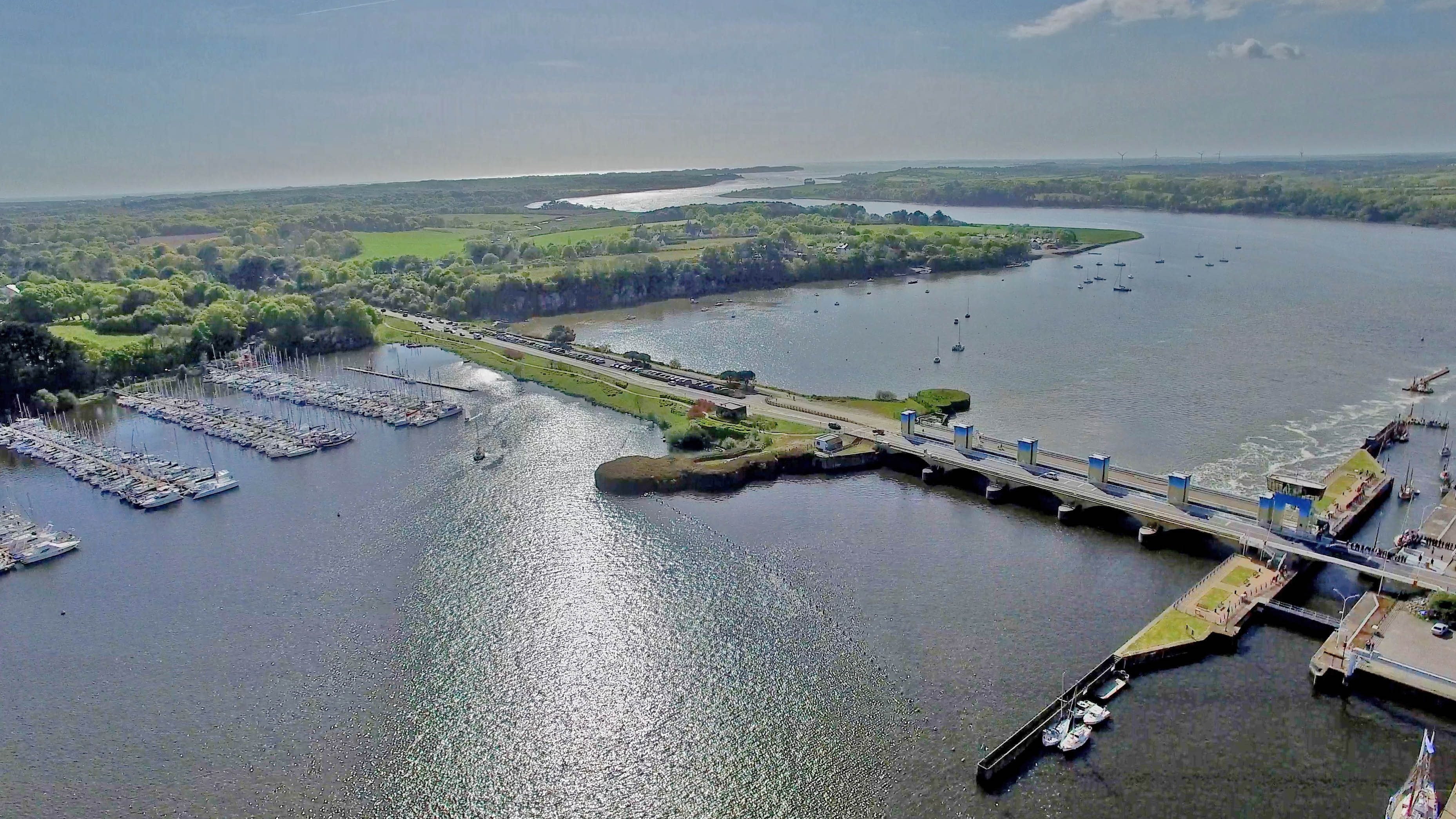
Le barrage d'Arzal (vue aérienne).

La Vilaine draine par son bassin versant le tiers de la superficie de la région Bretagne.

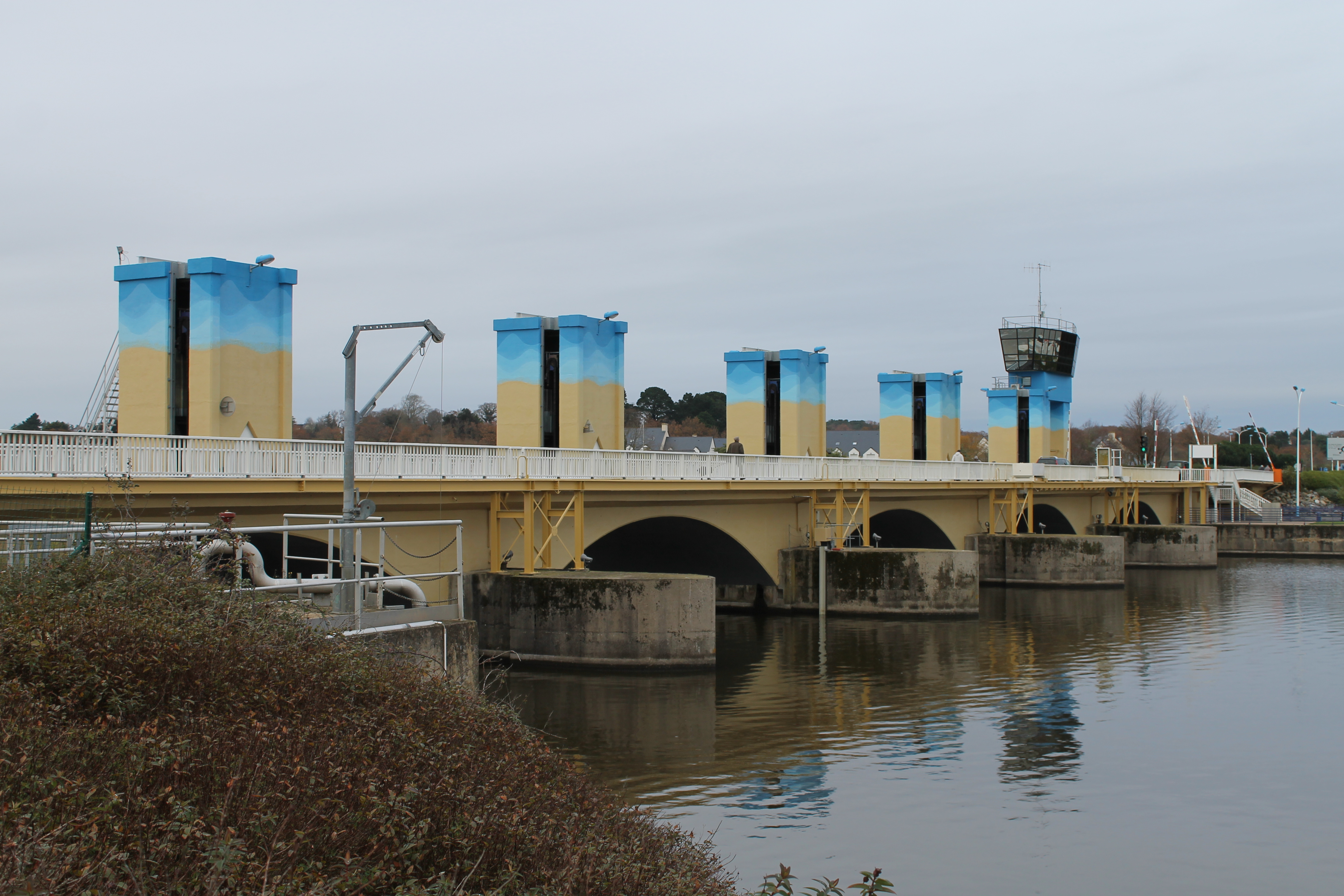
Le barrage d'Arzal.

Dans les années 1970, le barrage d'Arzal a été construit près de son embouchure à Arzal, afin de canaliser les crues régulières de la Vilaine causées par les remontées des eaux de marées qui limitaient fortement l’écoulement des eaux fluviales. Ce barrage a créé une zone d’eau douce en amont de celui-ci, ainsi les agglomérations de Vannes, La Baule et Saint-Nazaire y captent une partie de leur eau de consommation.
Le barrage doit concilier deux objectifs prioritaires différents suivant la période de l’année :
- en période d’étiage estival, maintenir un niveau suffisant du plan d’eau pour assurer l’alimentation en eau potable et leur qualité, aussi l’ouverture des écluses est limitée en nombre et se fait à des horaires évitant l’entrée d’eau saline dans le plan d’eau lors de la remontée, même si un siphonnage de l’écluse est opéré pour évacuer l’eau salée apportée par une remontée Nord-Sud). La navigation est dès lors très limitée.
- en période de crue hivernale, évacuer le maximum d'eau fluviale lors de la basse mer. La navigation sur le plan d'eau et dans l’embouchure devient alors dangereuse et interdite lors de l’ouverture prolongée des écluses, et à marée haute, les écluses sont fermées pour éviter la remontée de la marée sur le fleuve.

L'estuaire de la Vilaine est confronté à un problème d'envasement accéléré par la construction du barrage d'Arzal. L'artificialisation des débits fluviatiles et la réduction de 40 % du volume oscillant affectent l'environnement et les activités économiques des communes riveraines de l'estuaire situées entre Damgan, Billiers et Pénestin. L'estuaire est suivi par des levés bathymétriques depuis les années 1960, mettant en évidence que le sur-envasement atteint un pic au milieu des années 1990, puis s'est stabilisé et a été déplacé depuis l'estuaire interne et intermédiaire vers l'estuaire externe. L'envasement se traduit par l'exhaussement des fonds, le colmatage des chenaux et la progression des slikkes aux dépens des schorres.

Ce processus, conjointement avec l'aspect juridique (l'estuaire n'est pas un espace juridiquement défini), est porteur de conflits d'usages locaux concurrentiels voire incompatibles (réserve d'eau potable, navigation commerciale et de plaisance, tourisme et nautisme, pêche et conchyliculture, agriculture et élevage, évolution littorale d'un secteur résidentiel estival et à vocation de loisirs nautiques, de baignade et de randonnée…).

## Les marées
Le barrage d'Arzal a fortement modifié le flux aquatique. Les marées ne remontent plus jusqu'à Redon. Le cours d'eau s'est assagi : à marée basse un mince filet d'eau entre deux flancs vaseux ne remplace plus le fleuve plein de la marée haute. Des espèces de poisson ont été remplacées : les civelles ont disparu, les anguilles ne remontent pratiquement plus. Les espèces animales d'eau douce ont remplacé les espèces de fleuve maritime. La rivière s'enherbe et ses berges se sont fragilisées sous l'attaque conjointe des ragondins et d'un niveau d'eau trop stable. La vase assurait la stabilisation des berges. Les marais qui la longent continuent à fournir du foin aux agriculteurs, mais les années sèches, la récolte est plus faible que par le passé. La mise en place des cultures intensives de plantes fourragères comme le maïs qui était un des objectifs secondaires du barrage a échoué.

## Écologie du paysage
L'estuaire de la vilaine (FR5300034) et la baie de la vilaine (FR5310074) font l'objet de protections dans le cadre de Natura 2000.

### La faune

#### Les poissons
L'estuaire de la Vilaine en amont d'Arzal a aussi subi des conséquences écologiques graves. En 1982, une mortalité massive des poissons en baie de Vilaine a déclenché une étude de l'Ifremer qui met en cause la présence du barrage. Une anoxie des eaux de fond du fait du ralentissement des eaux de marée par le barrage en est la cause principale. La quasi-disparition du bouchon vaseux a aggravé fortement la pollution de la baie de Vilaine par les nitrates et par la matière organique.
Trois passes à poissons ont été aménagées dans le barrage d'Arzal en 1995 et 2006. Deux passes sont prévues pour les anguilles, une en rive gauche et une en rive droite du barrage. Une passe à bassins est prévue pour les autres espèces.
Dans l'estuaire de la Vilaine sont observées durant leur migration, les espèces suivantes :
- L'alose feinte
- La grande alose
- La lamproie de Planer
- La lamproie marine
- Le saumon atlantique

#### Les oiseaux
L'estuaire de la Vilaine accueille de nombreux oiseaux en hivernage. Les limicoles, les anatidés comme le Canard pilet, le Fuligule milouinan et l'Avocette élégante y sont régulièrement observé.
Les espèces suivantes font l'objet de mesures de conservation spéciale de leur habitat, dans le but d'assurer leur survie et leur reproduction :
- Le Puffin des Baléares
- Le Pluvier doré
- Le Plongeon imbrin
- Le Plongeon catmarin
- Le Pingouin torda
- L'Océanite tempête
- La Mouette pygmée
- Le Grèbe esclavon
- Le Gravelot à collier interrompu
- La Gorgebleue à miroir
- L'Échasse blanche
- Le Busard des roseaux
- La Barge rousse
- L'Avocette élégante
- L'Aigrette garzette

#### Les mammifères
La Loutre d'Europe (Lutra lutra) est présente en baie de La Vilaine.

## Galerie de photographies

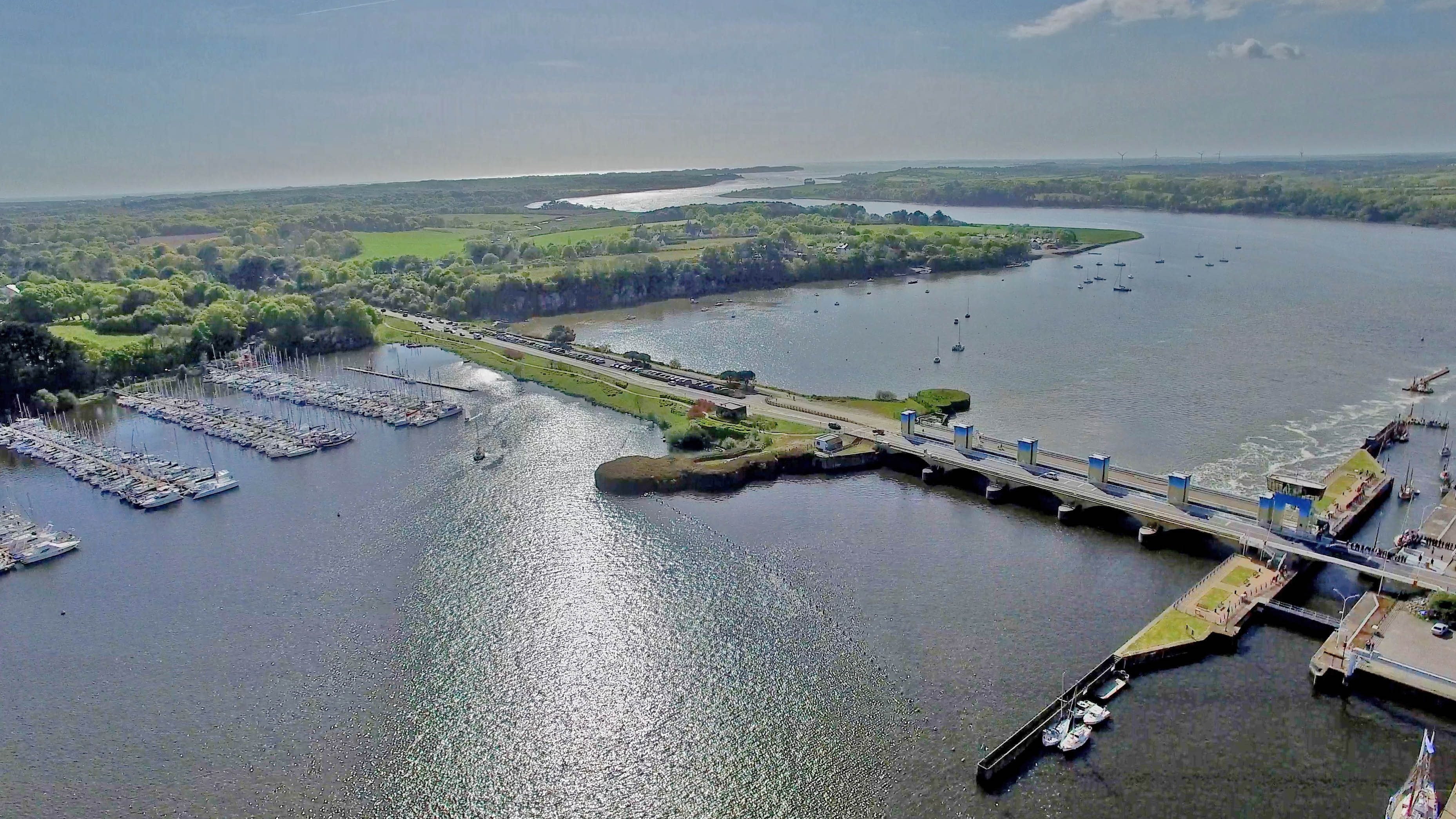
Barrage d'Arzal.
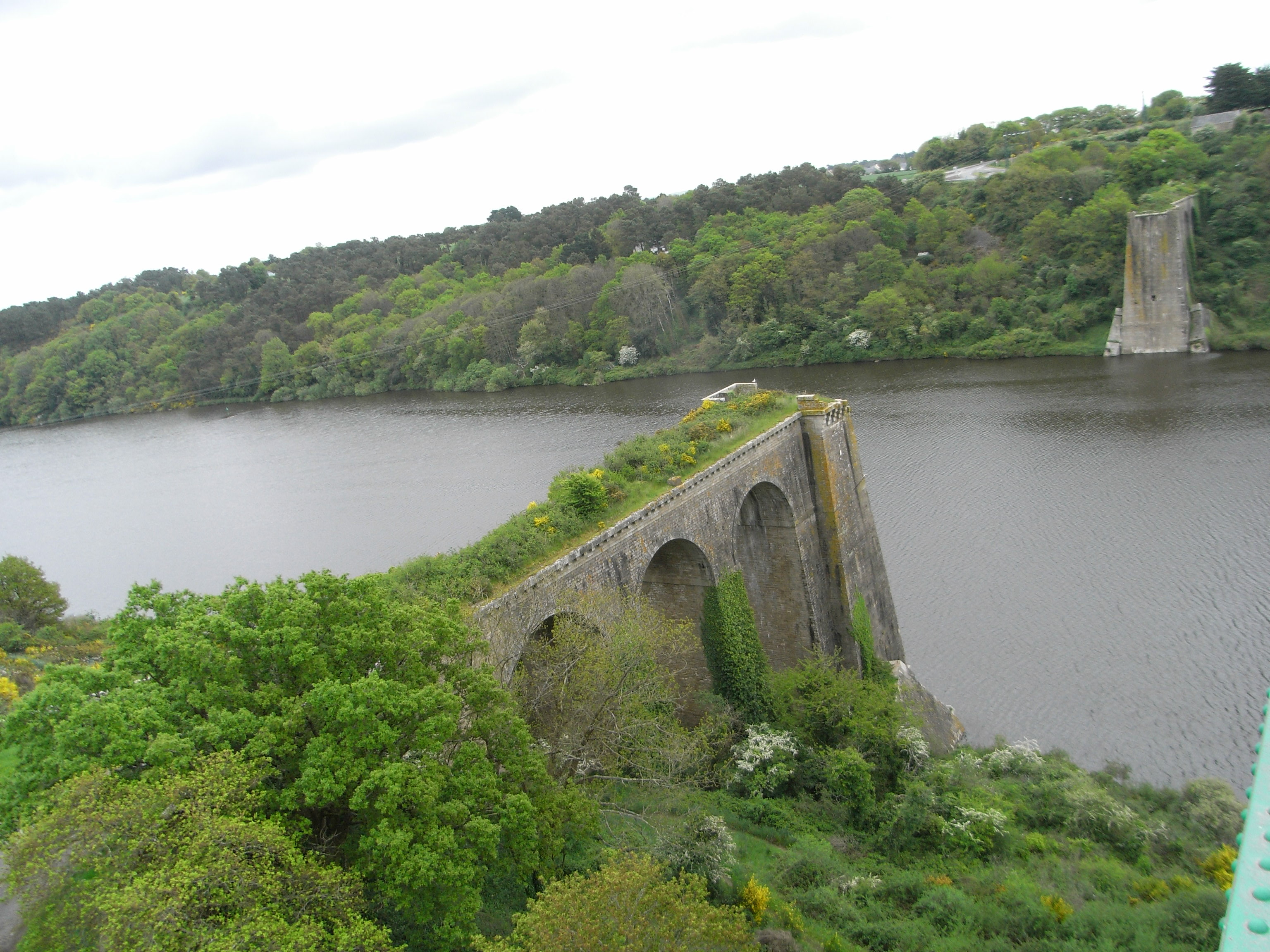
Vue sur l'ancien pont de La Roche-Bernard.
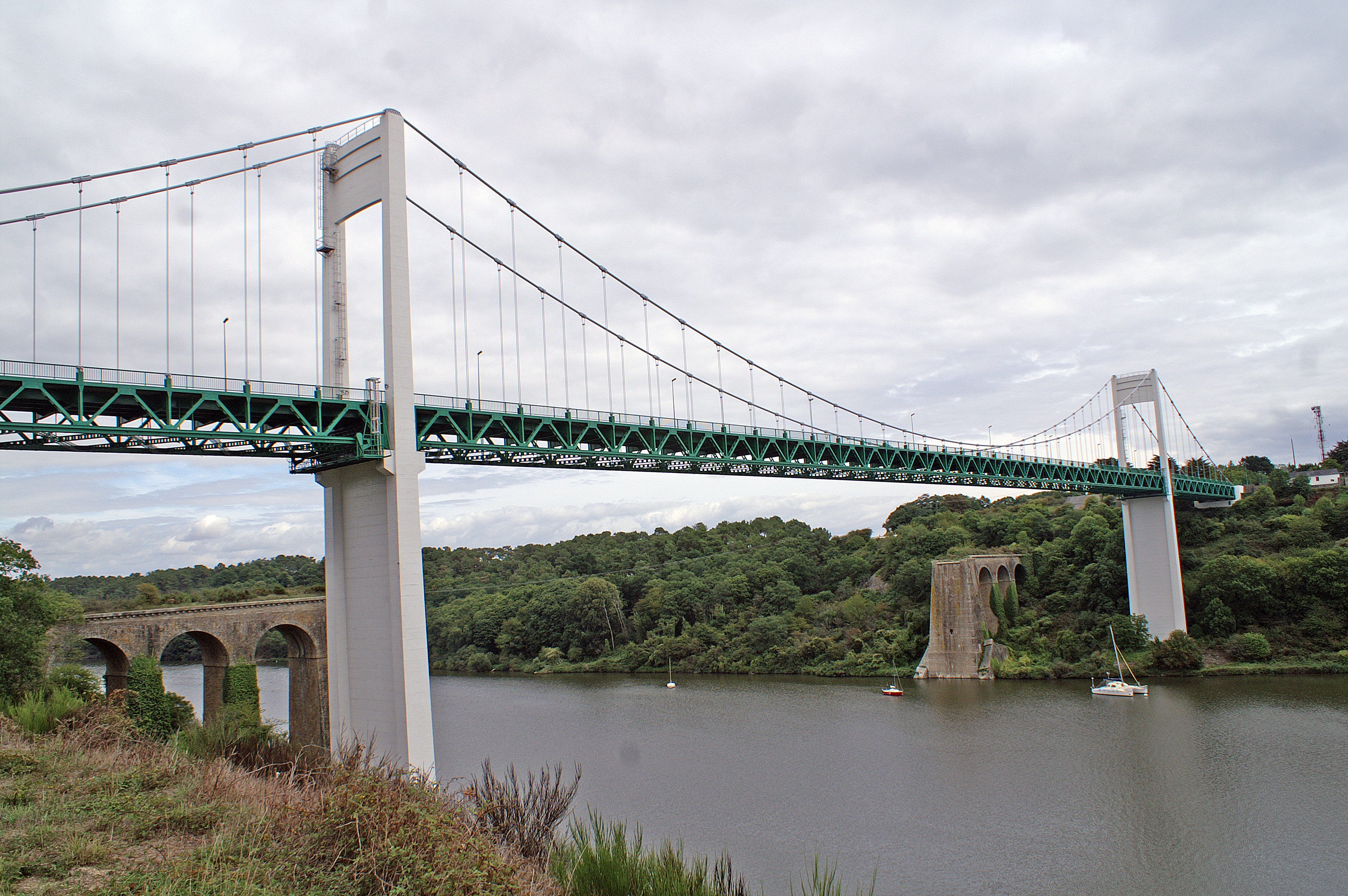
Vue sur le pont de La Roche-Bernard.
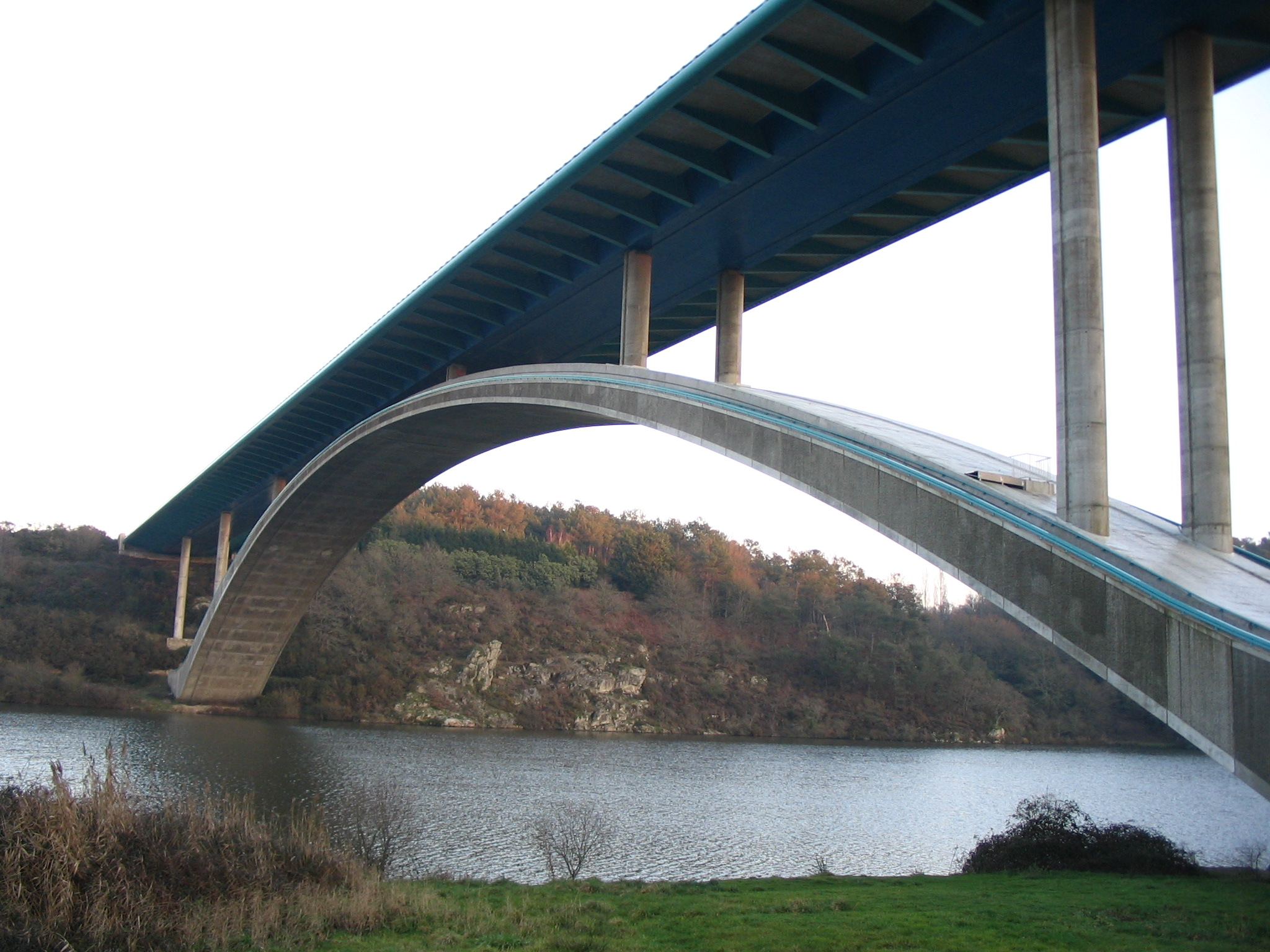
Vue sur le pont du Morbihan.
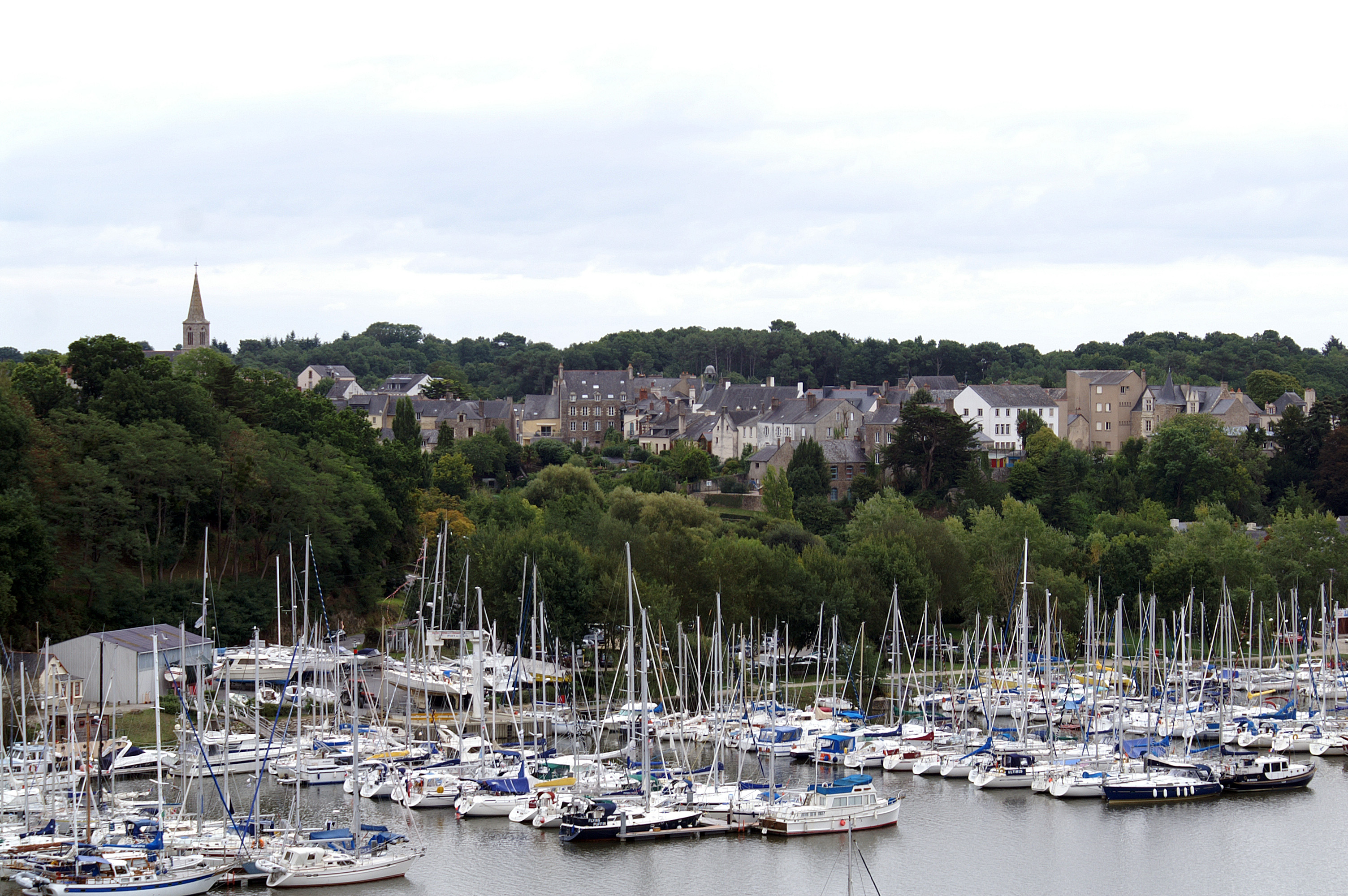
La Roche-Bernard et son port de plaisance.
La Vilaine à La Roche-Bernard.
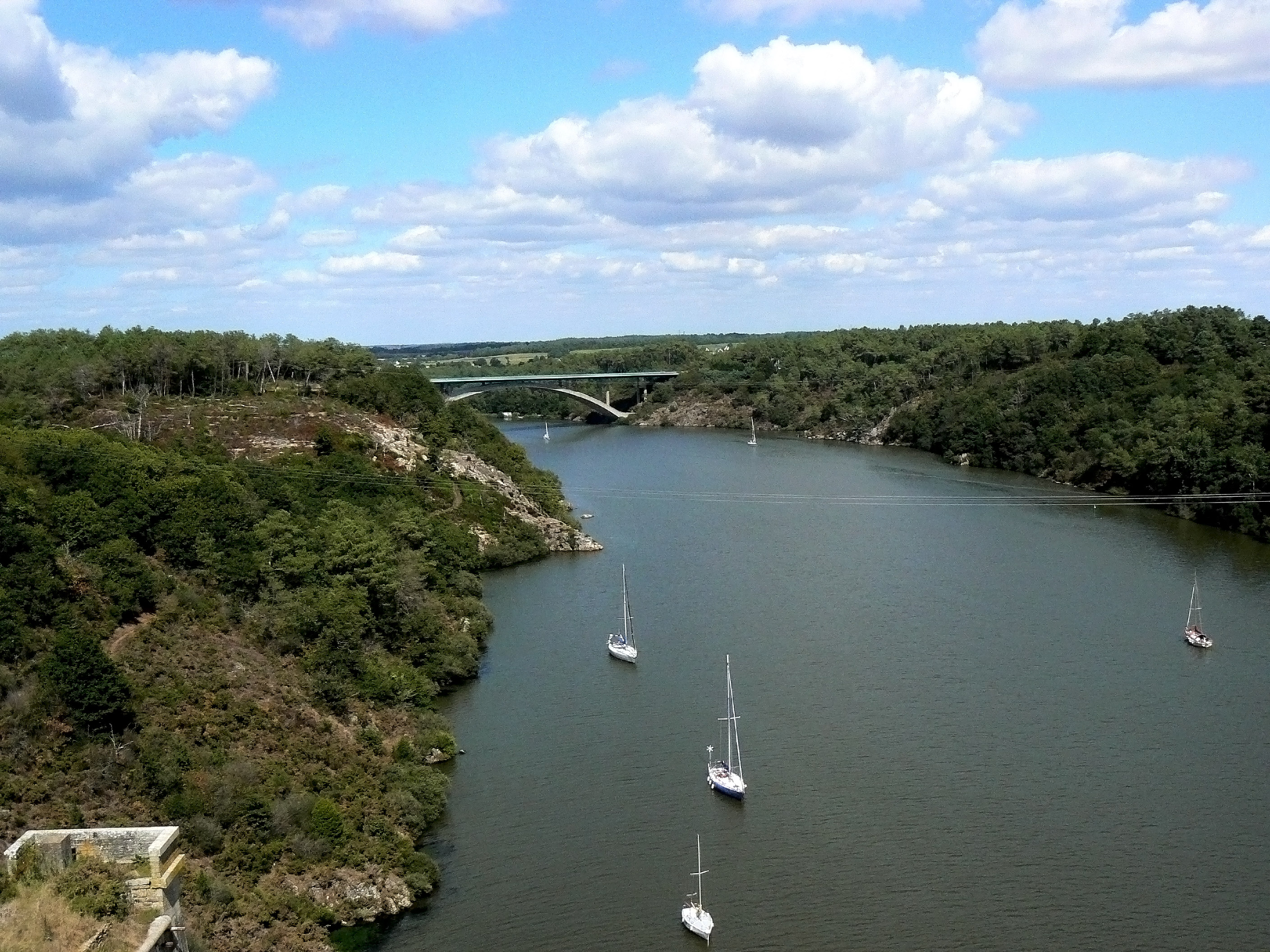
La Vilaine et le pont du Morbihan, depuis le pont de La Roche-Bernard.